# 花粉管

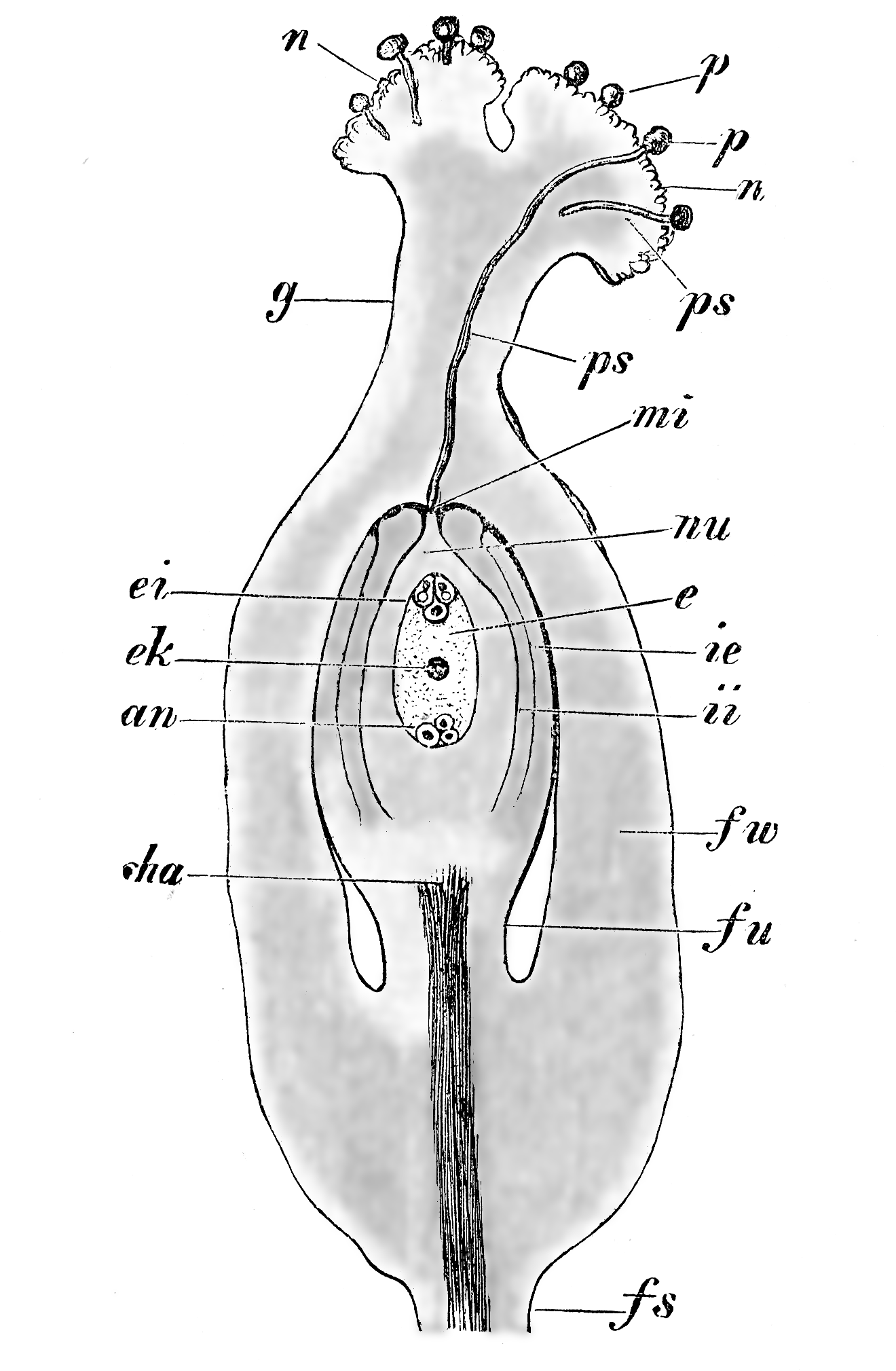
子房の説明図、psの印が花粉管

花粉管（かふんかん、英：Pollen tube）は、花粉から伸長し、精細胞を胚珠内の雌性配偶体へと運ぶ管である。

## 役割
花粉は、同種の花の成熟した柱頭に付着（受粉）した場合に伸長を開始（発芽）する。柱頭組織内に進入した花粉管は胚珠に向けて伸長していくが、この過程で精核の分裂が生じ、花粉管先端部には花粉の細胞核と2個の精細胞（又は精子）が存在することとなる。また、花粉管の伸長に伴い花粉管内に隔壁（カローズ栓）が形成され、精細胞は常に花粉管の先端に位置している。花粉管が胚珠に到達すると花粉管内の2個の精細胞は胚珠内の卵細胞と胚乳細胞とそれぞれ受精（被子植物の重複受精）し、種子の形成が開始される。伸長した花粉管が、誤りなく雌性配偶体へと行きつくために、花粉管の伸長方向を決定するガイダンス機構として、誘引物質をコードするLURE1、2遺伝子が2010年に発見された。

## その成長
種によっては遺伝的要因、各種の不和合性、その他の特異的条件により花粉管の伸長が阻害される場合がある。花粉管の伸長には柱頭上に分泌される養水分が必要である。花粉管発芽の初期段階では、養水分の吸収による花粉の膨潤、花粉の発芽孔からの花粉管の伸長開始、花粉管の柱頭内への進入と続く。通常、花粉が発芽前に雨滴などの真水に接触した場合、浸透圧に耐えきれず破裂してしまうことが多い。

## 不和合性の打破
自家不和合性を示す種の自家受粉（同一個体又はクローン内の受粉）や異種間の受粉などにより花粉と柱頭間に何らかの不和合性が存在する場合、花粉管が胚珠に到達する前に伸長を停止してしまう場合がある。自然界においては、遺伝的多様性の維持や種形成上合理的なことであるが、人為的な育種（品種改良）を試みる上では大きな支障となる。不和合性の生じる要因は極めて多様であるため、それを回避する手段も様々である。たとえば、柱頭上に存在する阻害物質等により不和合性が生じる場合、花柱の柱頭部を切断後、裂いた花柱に花粉を挟む方法、蕾や花が老化した時点で人工授粉する方法、花の組織を無菌培養し、胚珠を露出させて直接受粉する方法などが試みられている。

## 花粉管の人工発芽
花粉を寒天やゼラチンなどの人工培地上で発芽させることが可能である。培地の成分、浸透圧、pH、培養温度などの条件は種によって様々である。
花粉はガラスのコップが色づくほどの多量の放射線を照射されても発芽し、花粉管を伸長することが知られている。もっとも、この場合、内部の核は破壊されており受精能力は喪失している。